# Кеплер (марсіанський кратер)
Кеплер — це кратер у квадранглі Eridania на Марсі. Розташований за координатами 46,8° пд. ш., 140,9° сх. д. Діаметр кратера становить близько 228 км. У 1973 році був названий на честь астронома Йоганнеса Кеплера. 25 березня 2006 року камера HiRISE на борту космічного апарата Mars Reconnaissance Orbiter виконала знімок частини дна кратера Кеплер.

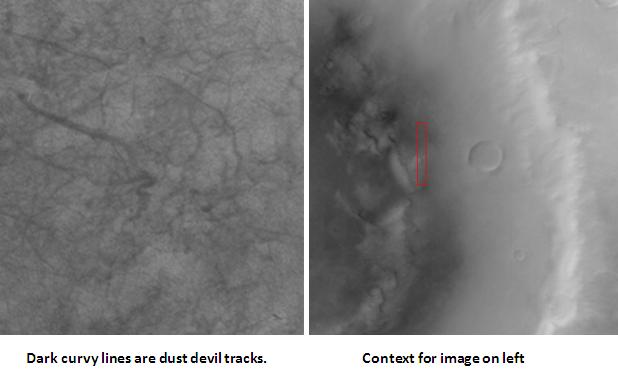
Кратер Кеплер, зі слідами пилових вихорів. Знімок виконано апаратом Mars Global Surveyor.
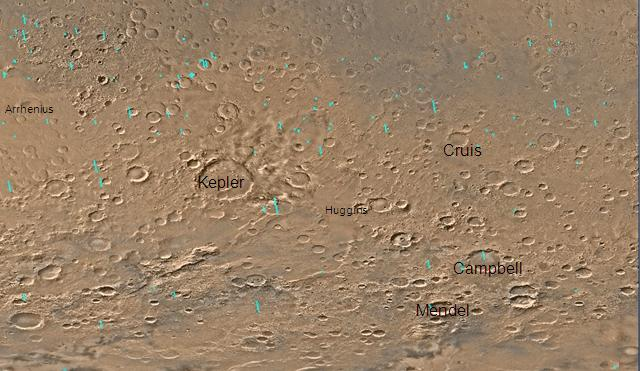
Карта квадрангла Eridania із позначенням найбільших кратерів. Кеплер розташований поблизу центру зображення.